# 阿爾及利亞裔美國人
阿爾及利亞裔美國人，是指祖先或本人是阿爾及利亞人的美國公民，根據2000年美國人口普查，有8000人。
1962年阿爾及利亞戰爭結束後，許多阿爾及利亞學生移民到美國進入大學。其他阿爾及利亞人，包括科學家和醫生，也移民到美國永久居住。在1990年代，許多阿爾及利亞人因其政治觀點而在自己的祖國受到迫害，再加上那裡缺乏工作，迫使他們中的許多人移民。然而，歐盟限制了可以移民到其成員國的北非人的數量，這轉移了大部分阿爾及利亞移民到美國，這增加了北非人的工作簽證數量。
阿爾及利亞社區在紐約、華盛頓特區、洛杉磯和芝加哥等主要城市建立。每年1月2日，芝加哥的阿爾及利亞人都會紀念阿爾及利亞和法國之間導致他們國家獨立的戰爭開始的周年紀念日。
他們主要信仰伊斯蘭教，也有基督徒和猶太教徒。